# Dysmachus kasachstanicus
Dysmachus kasachstanicus là một loài ruồi trong họ Asilidae. Dysmachus kasachstanicus được Lehr miêu tả năm 1966. Loài này phân bố ở vùng Cổ Bắc giới.